# Vagina dentata
Vagina dentata (z łac. „zębata pochwa”) – mit seksualny traktujący o pochwie pożerającej penisa, utożsamiający męskie lęki wobec kobiet. Obecnie wykorzystywany w kulturze popularnej i sztuce (m.in. w pracach Andresa Serrano oraz artystów zainteresowanych psychoanalizą). W 2007 r. vagina dentata zagościła na ekranach kin za sprawą reżysera Mitchella Lichtensteina i jego filmu Teeth (Zęby).
Mit o vagina dentata często mylony jest z kompleksem kastracyjnym i przypisywany Freudowi.
Samo słowo oznaczające pochwę w wielu językach ma konotacje związane z otworem gębowym. W pewnych regionach Bawarii pochwę określa się wulgarnie mianem „Fotze”, czyli po prostu „morda”. Według członków brazylijskiego plemienia Mundurucu pochwa to inaczej „paszcza krokodyla”.
Urzeczywistnieniem mitu o vaginie dentacie jest antygwałtowa prezerwatywa Rape-aXe, zaprojektowana przez doktor Sonnet Ehlers. Uzbrojony kondom stosuje się jak tampon. Jest on całkowicie bezpieczny dla kobiety, natomiast bezlitosny dla potencjalnego gwałciciela. Wnętrze antygwałtowej prezerwatywy najeżone jest wieloma haczykami, które wbijają się w penisa napastnika. Poszkodowany gwałciciel może tylko liczyć na pomoc lekarską, gdyż samodzielne usunięcie prezerwatywy nie jest możliwe. Kondom ten uniemożliwia oddawanie moczu i chodzenie, jest też źródłem dotkliwego bólu.